# Ziemowit Gawski
Ziemowit Dionizy Gawski (ur. 9 lutego 1949 w Sierpcu) – polski działacz społeczny, poseł na Sejm X kadencji.

## Życiorys
W 1971 ukończył studia z zakresu filologii polskiej na Uniwersytecie Warszawskim. W okresie PRL pracował jako nauczyciel w Sierpcu, następnie działał w ramach koncesjonowanego katolickiego Stowarzyszenia „Pax”, będąc etatowym pracownikiem tej organizacji. Pełnił funkcję przewodniczącego Zarządu Wojewódzkiego „Pax” i członka prezydium Zarządu Głównego. Zasiadał w Wojewódzkiej Radzie Narodowej w Płocku. 
W latach 1989–1991 sprawował mandat posła na Sejm kontraktowy, wybranego w okręgu kutnowskim. Pełnił funkcję sekretarza Sejmu, ponadto zasiadał w Komisji Kultury i Środków Przekazu, w Komisji Młodzieży, Kultury Fizycznej i Sportu oraz w Komisji Nadzwyczajnej do rozpatrzenia rządowego projektu ustawy konstytucyjnej o wydawaniu przez Radę Ministrów rozporządzeń z mocą ustawy.
Należał do założycieli Polskiego Forum Chrześcijańsko-Demokratycznego (przekształconego w Stronnictwo Demokracji Polskiej). W 1991 i 1993 bez powodzenia kandydował do parlamentu (z listy Chrześcijańskiej Demokracji i Koalicji dla Rzeczypospolitej), później wycofał się z działalności partyjnej. Stanął na czele Katolickiego Stowarzyszenia „Civitas Christiana”, powstałego z przekształcenia Stowarzyszenia „Pax”. Kierował nim do września 2013.
Autor publikacji Sanktuarium Matki Bożej. Zabytki Sierpca (1998). Odznaczony w 1984 Srebrnym Krzyżem Zasługi i Medalem 40-lecia Polski Ludowej.